# Andrea Gámiz
Dit is een Spaanse naam; Gámiz is de vadernaam en Pérez is de moedernaam.
Andrea Gámiz Pérez (Caracas, 31 oktober 1992) is een tennisspeelster uit Venezuela. Gámiz begon met tennis toen zij zes jaar oud was. Haar favoriete ondergrond is gravel. Zij speelt rechtshandig en heeft een tweehandige backhand.

## Loopbaan

### Enkelspel
Gámiz debuteerde in 2006 op het ITF-toernooi van haar geboorteplaats Caracas (Venezuela). Zij stond in 2009 voor het eerst in een finale, op het ITF-toernooi van Quito (Ecuador) – hier veroverde zij haar eerste titel, door de Ecuadoraanse Marie Elise Casares te verslaan. Tot op heden(juni 2023) won zij dertien ITF-titels, de meest recente in 2020 in Cancún (Mexico).
In 2013 kwalificeerde Gámiz zich voor het eerst voor een WTA-hoofdtoernooi, op het toernooi van Båstad. Zij bereikte er de tweede ronde, door het vierde reekshoofd Tsvetana Pironkova te verslaan.

### Dubbelspel
Gámiz behaalde in het dubbelspel betere resultaten dan in het enkelspel. Zij debuteerde in 2006 op het ITF-toernooi van haar geboorteplaats Caracas (Venezuela), samen met landgenote Gabriela Coglitore. Zij stond in 2010 voor het eerst in een finale, op het ITF-toernooi van Bogota (Colombia), samen met de Argentijnse Paula Ormaechea – hier veroverde zij haar eerste titel, door het duo Mailen Auroux en Karen Castiblanco te verslaan. Tot op heden(juni 2023) won zij 39 ITF-titels, de meest recente in 2023 in Palma del Río (Spanje).
In 2012 speelde Gámiz voor het eerst op een WTA-hoofdtoernooi, op het toernooi van Straatsburg, samen met de Mexicaanse Ximena Hermoso. Zij bereikten er de tweede ronde. Zij stond in 2016 voor het eerst in een WTA-finale, op het toernooi van Bogota, samen met de Braziliaanse Gabriela Cé – zij verloren van het koppel Lara Arruabarrena en Tatjana Maria.
In 2022 kwam zij binnen op de top 150 van de wereldranglijst. In september bereikte zij de finale van het WTA-toernooi van Bari samen met de Nederlandse Eva Vedder – de titel ging aan haar neus voorbij, maar zij steeg wel door naar de mondiale top 100. De week erna veroverde Gámiz haar eerste WTA-titel, op het toernooi van Boekarest, samen met de Spaanse Aliona Bolsova, door het Hongaarse koppel Réka Luca Jani en Panna Udvardy te verslaan.
In 2023 had Gámiz haar grandslamdebuut, op het dubbelspel van Roland Garros, samen met de Tsjechische Anastasia Dețiuc.

### Tennis in teamverband
In de periode 2011–2020 maakte Gámiz deel uit van het Venezolaanse Fed Cup-team – zij vergaarde daar een winst/verlies-balans van 28–18.

## Posities op deWTA-ranglijst
Positie per einde seizoen:
| jaar | rang enkelspel | rang dubbelspel |
| ---- | -------------- | --------------- |
| 2010 | 516            | 536             |
| 2011 | 345            | 310             |
| 2012 | 314            | 373             |
| 2013 | 311            | 253             |
| 2014 | 341            | 236             |
| 2015 | 265            | 210             |
| 2016 | 490            | 210             |
| 2017 | 252            | 184             |
| 2018 | 328            | 246             |
| 2019 | 504            | 188             |
| 2020 | 497            | 211             |
| 2021 | 360            | 188             |
| 2022 | 365            | 87              |

## Palmares
| Legenda                 |
| ----------------------- |
| Grandslamtoernooi       |
| Olympische Spelen       |
| Year-End Championships  |
| Premier Mandatory       |
| Premier Five / WTA 1000 |
| Premier / WTA 500       |
| International / WTA 250 |
| Challenger / WTA 125    |

### WTA-finaleplaatsen enkelspel
geen

### WTA-finaleplaatsen vrouwendubbelspel
| nr.              | finale     | toernooi            | ondergrond | partner        | tegenstandsters                       | score            |         |
| ---------------- | ---------- | ------------------- | ---------- | -------------- | ------------------------------------- | ---------------- | ------- |
| gewonnen finales |            |                     |            |                |                                       |                  |         |
| 1.               | 2022-09-17 | WTA Boekarest       | gravel     | Aliona Bolsova | Réka Luca Jani Panna Udvardy          | 7-5, 6-3         | details |
| 2.               | 2023-04-02 | WTA San Luis Potosí | gravel     | Aliona Bolsova | Oksana Kalasjnikova Katarzyna Piter   | 7-6, 6-4         | details |
| 3.               | 2023-06-18 | WTA Valencia        | gravel     | Aliona Bolsova | Angelina Gaboejeva Irina Chromatsjova | 6-4, 4-6, [10-7] | details |
| verloren finales |            |                     |            |                |                                       |                  |         |
| 1.               | 2016-04-16 | WTA Bogota          | gravel     | Gabriela Cé    | Lara Arruabarrena Tatjana Maria       | 2-6, 6-4, [8-10] | details |
| 2.               | 2022-09-11 | WTA Bari            | gravel     | Eva Vedder     | Elisabetta Cocciaretto Olga Danilović | 2-6, 3-6         | details |

## Resultaten grandslamtoernooien
| Legenda | Legenda                          |
| ------- | -------------------------------- |
| g.t.    | geen toernooi gehouden           |
| l.c.    | lagere categorie                 |
| –       | niet deelgenomen                 |
| G       | uitgeschakeld in de groepsfase   |
| 1R      | uitgeschakeld in de eerste ronde |
| 2R      | uitgeschakeld in de tweede ronde |
| 3R      | uitgeschakeld in de derde ronde  |
| 4R      | uitgeschakeld in de vierde ronde |
| KF      | uitgeschakeld in de kwartfinale  |
| HF      | uitgeschakeld in de halve finale |
| F       | de finale verloren               |
| W       | het toernooi gewonnen            |
| w-v     | winst/verlies-balans             |

### Enkelspel
geen deelname

### Vrouwendubbelspel
| toernooi        | 2023 |
| --------------- | ---- |
| Australian Open | –    |
| Roland Garros   | 1R   |
| Wimbledon       |      |
| US Open         |      |